# 塔尕尔其镇
塔尕尔其乡，是中华人民共和国新疆维吾尔自治区喀什地区莎车县下辖的一个乡镇级行政单位。

## 行政区划
塔尕尔其乡下辖以下地区：
古扎村、斯也克村、夏普其村、切勒巴格村、克塔特村、托万博依拉村、尤库日博依拉村、库木艾日克村、阿热阿克塔村、阿克塔村、木尕垃村、英巴格村、拜什供拜孜村、古勒巴格村、塔合塔克瑞克村、库木奇巴格村、阔什吾斯塘村、托万巴格村、喀什艾日克村、拜什盖买村、库吾其村、夏依勒克村、欧尔达艾日克村、且克且克村、塔孜拉村、曲许尔盖村、奥依塔格村、扎滚艾日克村、兰干村和却勒兰干村。